# Boliche nos Jogos Pan-Americanos de 2023 - Duplas masculinas
O evento de duplas masculinas do boliche nos Jogos Pan-Americanos de 2023 foi disputado em 2 de novembro de 2023 no Centro de Boliche, em La Florida. Um total de 24 competidores de 12 Comitês Olímpicos Nacionais (CON) participaram do evento.

## Calendário
Horário local (UTC−3).
| Data          | Hora  | Fase  |
| ------------- | ----- | ----- |
| 2 de novembro | 14:00 | Final |

## Medalhistas
| Ouro   | PAN Donald Lee e William Duen      |
| Prata  | CAN Michel Hupé e François Lavoie  |
| Bronze | CRC Juan Rodríguez e Marco Moretti |

## Resultados
As pontuações combinadas de cada dupla definem os medalhistas.
| Pos.              | CON                                 | Jogadores                        | Total     | Grand total |
| ----------------- | ----------------------------------- | -------------------------------- | --------- | ----------- |
| Medalha de ouro   | PAN Panamá                          | Donald Lee William Duen          | 1747 1764 | 3511        |
| Medalha de prata  | CAN Canadá                          | Michel Hupé François Lavoie      | 1647 1788 | 3435        |
| Medalha de bronze | CRC Costa Rica                      | Juan Rodríguez Marco Moretti     | 1689 1741 | 3430        |
| 4                 | PUR Porto Rico                      | Cristian Azcona Israel Hernández | 1702 1615 | 3317        |
| 5                 | DOM República Dominicana            | Rolando Sebelén Wascar Cavallo   | 1641 1636 | 3277        |
| 6                 | VEN Venezuela                       | Rodolfo Monacelli Luis Rovaina   | 1608 1628 | 3236        |
| 7                 | BRA Brasil                          | Bruno Soares Marcelo Suartz      | 1567 1655 | 3222        |
| 8                 | COL Colômbia                        | Felipe Gil Sebastián Salazar     | 1610 1581 | 3191        |
| 9                 | USA Estados Unidos                  | A. J. Johnson Brandon Bonta      | 1645 1526 | 3171        |
| 10                | ECU Equador                         | Gustavo Wong Raúl Ayala          | 1550 1598 | 3148        |
| 11                | EAI Equipe de Atletas Independentes | Diego Aguilar Marvin León        | 1445 1578 | 3023        |
| 12                | CHI Chile                           | Patricio Bórquez Jesús Borgeaud  | 1474 1458 | 2932        |